# LiveJasmin
LiveJasmin — веб-сайт для взрослых, на котором упор делается на прямые трансляции и сопутствующие услуги, обычно с изображением наготы и сексуальной активности, начиная от стриптиза и грязных разговоров до мастурбации с секс-игрушками и полноценного полового акта. В моделях преобладают женщины, однако есть также довольно большое количество моделей-мужчин, пар и трансгендерных людей.
Веб-сайт, основанный в 2001 году Дьёрдем Гаттяном, быстро приобрёл известность в начале 2000-х годов. Это один из крупнейших веб-сайтов для взрослых в мире, который конкурирует с американским веб-сайтом Chaturbate и другим европейским веб-сайтом BongaCams, базирующимся в Нидерландах.

## История
Сайт был основан в 2001 году как jasmin.hu и ориентирован на внутреннюю венгерскую аудиторию.
В 2003 году веб-сайт значительно вырос и в конечном итоге стал глобальным с Jasmin Media Group в качестве его холдинговой компании.
В 2012 году американский хип-хоп исполнитель Флоу Райда выпустил трибьют под названием «Hey Jasmin».
В 2014 году LiveJasmin начал рекламную кампанию, выпустив ряд рекламных роликов на телевидении. Два ролика были представлены в эфир во время 66-й церемонии вручения Прайм-тайм премии «Эмми», но были отклонены CBS, что позволило разместить их в Интернете как «запрещённые рекламные ролики».
В 2016 году LiveJasmin создал первую студийную и модельно-ориентированную программу, известную как Jasmin Certified, чтобы иметь эксклюзивный контент. Самый старый партнёр в этой программе — NightProwl Studio.

## Награды и номинации
| Год  | Результат | Категория              |
| ---- | --------- | ---------------------- |
| 2011 | Номинация | Best Live Chat Website |
| 2012 | Номинация | Best Live Chat Website |
| 2013 | Победа    | Best Live Chat Website |
| 2014 | Номинация | Best Live Chat Website |
| 2015 | Номинация | Best Live Chat Website |

| Год  | Результат | Категория                          |
| ---- | --------- | ---------------------------------- |
| 2013 | Победа    | Best Live Cam Site (International) |

| Год  | Результат | Категория                                  |
| ---- | --------- | ------------------------------------------ |
| 2007 | Номинация | Live Video Chat of the Year                |
| 2009 | Номинация | Live Video Chat of the Year                |
| 2010 | Победа    | Live Video Chat of the Year                |
| 2011 | Номинация | Live Cam Site of the Year                  |
| 2012 | Номинация | Live Cam Site of the Year                  |
| 2013 | Номинация | Live Cam Site of the Year                  |
| 2013 | Победа    | Mobile Site of the Year                    |
| 2014 | Победа    | Live Cam Site of the Year                  |
| 2014 | Победа    | Mobile Site of the Year                    |
| 2015 | Номинация | Adult Site of the Year — Live Cam          |
| 2016 | Победа    | Adult Site of the Year — Live Cam (Europe) |
| 2017 | Победа    | Adult Site of the Year — Live Cam (Europe) |
| 2018 | Победа    | Cam Site of the Year — Europe              |

| Год  | Результат | Категория                   |
| ---- | --------- | --------------------------- |
| 2015 | Победа    | Live Cam Site of the Year   |
| 2016 | Победа    | Best Broadcaster Software   |
| 2016 | Победа    | Premium Camsite of the Year |
| 2016 | Победа    | Live Cam Site of the Year   |
| 2017 | Победа    | Best Online Support         |
| 2017 | Победа    | Live Cam Site of the Year   |
| 2018 | Победа    | Live Cam Site of the Year   |
| 2019 | Победа    | Live Cam Site of the Year   |
| 2019 | Победа    | Best Online Support         |
| 2019 | Победа    | Exec Award                  |

| Год  | Результат | Категория                  |
| ---- | --------- | -------------------------- |
| 2013 | Победа    | Best Live Cam Site         |
| 2017 | Победа    | Best Cam Platform (Europe) |

| Год  | Результат | Категория                 |
| ---- | --------- | ------------------------- |
| 2017 | Победа    | Live Cam Site of the Year |
| 2018 | Победа    | Live Cam Site of the Year |
| 2019 | Победа    | Best Affiliate Program    |
| 2019 | Победа    | Best Training Program     |
| 2019 | Победа    | Most Innovative Camsite   |
| 2019 | Победа    | Live Cam Site of the Year |
| 2021 | Победа    | Best Premium Livecam Site |